# Luca Valerio

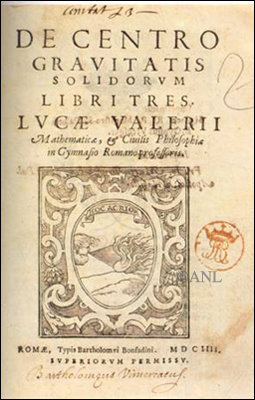
Valerio De centro gravitatis

Luca Valerio, auch Valeri, (* 1553 in Neapel; † 17. Januar 1618 in Rom) war ein italienischer Mathematiker.

## Leben
Valerios Vater war aus Ferrara, seine Mutter aus Griechenland und er wuchs auch bei Verwandten auf Korfu auf, wo die Familie der Mutter zum Adel gehörte. Er studierte am Collegio Romano in Rom, wo er nicht nur Theologie und Philosophie studierte (und promovierte), sondern auch von Christophorus Clavius in Mathematik unterrichtet wurde. Danach lehrte er in Rom unter anderem Rhetorik und Griechisch am Collegio Greco an der Universität Rom (La Sapienza). Ab 1600 unterrichtete er vor allem Mathematik und arbeitete nebenbei als Griechisch-Lektor in der Vatikan-Bibliothek und unterrichtete privat. Einer seiner Schüler war der spätere Papst Clemens VIII. (Ippolito Aldobrandini, ab 1585 Kardinal).
In seinem Buch De Centro Gravitatis von 1604 knüpfte er an die Untersuchungen von Archimedes über die Bestimmung der Volumina und Schwerpunkte von Körpern an (speziell Rotationskörpern) und kam darin zu neuen Ergebnissen, die die Bewunderung von Galileo Galilei fanden, der sich mit Valerio befreundete und mit dem er 1609 bis 1616 korrespondierte (er kannte ihn schon 1590 aus Pisa). In diesem Zusammenhang behandelte er auch die Exhaustionsmethode und lieferte Beiträge zu Grenzwerten von Brüchen (ähnlich wie später Bonaventura Cavalieri zugeschrieben). Er setzte das in seinem Buch über die Quadratur der Parabel fort, in dem er vom bekannten Fall der halben Kreisscheibe ausgehend Schwerpunkt und Fläche von Parabelsegmenten bestimmte.
1612 wurde er in die Accademia dei Lincei aufgenommen auf Vorschlag von Galilei. Dort war er für die Herausgabe wissenschaftlicher Abhandlungen (so Galileos Briefen über Sonnenflecken von 1613) und der Satzungen der Gesellschaft (Lynceographum) zuständig.
Nach der Verurteilung der Kopernikanischen Lehre durch Kardinal Bellarmin 1616 zog er sich von der Akademie zurück und beendete seinen Briefwechsel mit Galilei. Da er sich außerdem mit den Gegnern Galileis verbündete, kam es 1616 zum Ausschluss Valerios von den Sitzungen der Akademie und zu seiner Isolation unter italienischen Wissenschaftlern. Sein Austrittsantrag wurde allerdings abgelehnt, und der Gründer der Akademie Federico Cesi hoffte noch bis zu Valerios Tod auf einen Sinneswandel.
Seine mathematischen Arbeiten hatten Einfluss auf Evangelista Torricelli, Jean-Charles de la Faille, Cavalieri, Paul Guldin, Grégoire de Saint-Vincent und André Tacquet. Valerio wiederum war von Franciscus Maurolicus und Federico Commandino beeinflusst.
Er hatte eine Beziehung mit Margherita Sarrocchi, Dichterin und Mitglied mehrerer Gelehrter Gesellschaften (Accademie), die als brausende Persönlichkeit galt. Ihr Einfluss auf Valerio, der charakterlich völlig entgegengesetzt und von zurückhaltender Natur war, seiner Freundin aber völlig ergeben, wurde als ein Grund für seinen Rückzug aus der Akademie angeführt. Außerdem hatte er sehr enge Bindungen an den Vatikan und fürchtete in das drohende Inquisitionsverfahren gegen Galilei verwickelt zu werden.
Galilei war von Valerios Kehrtwende nicht nachhaltig verstimmt – in seinen Discorsi von 1638 nannte er Valerio den größten Geometer und Archimedes seiner Zeit.

## Schriften
- Subtilium indagationum seu quadratura circuli et aliorum curvilineorum, Rom 1582
- De centro gravitatis solidorum libri tres, Rom 1604 (sowie Bologna 1661 mit der Quadratura)
- Quadratura parabolae per simplex falsum, Rom 1606 (sowie Bologna 1661 mit De Centro Gravitatis)